# José Luis Pasarín Aristi
José Luis Pasarín Aristi (Vitoria, 1943-Vitoria, 13 de julio de 2024) fue un escritor y poeta Euskaldun. 

## Trayectoria
Conocido en el ámbito cultural por su compromiso social e identidad Vasca. Además de su quehacer poético, escribió también en prosa. Colaboró en diferentes revistas literarias (Cuadernos del Matemático, Río Arga, Alba, Manxa, Arco Iris de Francia, Ikuska, Océano y Haritza) como en revistas digitales. También escribió diferentes artículos para algún periódico vasco, haciendo incursiones en el ensayo periodístico.  
Redactó prólogos en libros de poetas, así como la introducción al boceto de presentación de diferentes artistas plásticos.
Fundó, diseñó y dirigió la revista impresa de literatura Amilamia. Presidió la Asociación Cultural Amilamia, además de fundar y codirigir la revista literaria Portada, editada por el ayuntamiento de Vitoria.
Algunos poemas suyos fueron traducidos a otros idiomas y colaboró en alguna revista extranjera, en especial International Poetry. Participó también en tertulias radiofónicas y fue miembro del jurado de los premios de poesía de Vitoria en diferentes ocasiones.
Por años ha estado con la revista Amilamia y sus trabajos presentes en el Biltzar de Sare (Reunión de Escritores, País Vasco Francés). Recibió una mención de honor por sus trabajos en el Tercer Certamen Internacional de Poesía y Cuento Breve en Ediciones Mis Escritos de Buenos Aires y resultó semifinalista en el Primer Concurso de Poesía del Grupo Editorial Pasos en la Azotea de Querétaro, México.
Participó en el homenaje a Gloria Fuertes (Academia Iberoamericana de Poesía, Capítulo de Málaga, Málaga 2007). Firmante del manifiesto 2006 (Cristina Castelló, Argentina). Ha sido reconocida su labor como «Poeta Solidario» por la directora de la escuela Tomás Romay Chacón (La Habana, 2002).
Varias de sus obras forman parte del acervo de la biblioteca del Instituto Cervantes de Nueva York.

## Muerte
Falleció el 13 de julio de 2024 en Vitoria a los 80 años.

## Publicaciones
- Versos Para un Pueblo. (poesía. Ediciones Comunicacion Literaria De Autores. Bilbao, 1983).
- De la Nada y otros poemas concisos. (poesía. Ediciones Libertarias, Prodhufi, S.A. - Madrid, marzo de 1992).
- Cadáveres exquisitos y un poema de amor. (poesía. Ediciones Libertarias, Prodhufi, S.A. - Madrid, coautor Leopoldo María Panero, agosto de 1992).
- Haikus de la Luz Enajenada. (Haiku. Bilingüe euskera-castellano. Ediciones Libertarias S.L. - Madrid, 1993).
- El Regreso de los Narcisos Locos. (relatos cortos, Ediciones Larrun. Vitoria, 1997).
- Cadáveres exquisitos y un poema de amor. (Ediciones Libertarias, Prodhufi, S.A. - Madrid, coautor Leopoldo María Panero, 1992).
- Breviarios de Iparra. (Haiku. Bilingüe euskera-castellano, L.F. Ediciones de Luis Felipe Comendador. Béjar, Salamanca, 2001).
- Cúmulos del Norte. (poesía. Grupo Editor Vision Net. Madrid, diciembre de 2007).
- La Rebelión de las Palabras. (microrrelatos. Grupo Editor Vision Net. Madrid, noviembre de 2009).
- Cartas de un Recién Llegado y Otros Poemas. (cartas diversas y poemas. Grupo Editor Vision Net. Madrid, enero de 2011).
- Versos y Prosas. (selección. Ediciones Loynaz. Pinar del Río, Cuba).
- La Libertad Inacabada. (máximas filosóficas. Ediciones Siete Pedernal. Oaxaca, México, 2016).
- En 1978 dirigió su primer boletín cultural, Vitoria.
- Desde 1984, fundador, director y colaborador de la revista de Literatura Amilamia, Vitoria.